# George Tchortov
George Tchortov (* 27. Juni 1980 in Niagara Falls, Ontario) ist ein kanadischer Schauspieler, Stuntman und Synchronsprecher.

## Leben
Tchortov wurde am 27. Juni 1980 in Niagara Falls geboren. Als er vier Jahre alt war, zog seine Mutter Milica mit der Familie nach Toronto. Er besuchte das Sir Wilfrid Laurier Collegiate und war ein fester Bestandteil der Schulaufführungen und gab die morgendlichen Ankündigungen durch. Er startete seine Filmkarriere als Stuntman, beschloss nach einigen Jahren allerdings, dem Schauspiel nachzugehen. Er zog nach New York City, wo er 2007 seinen Abschluss am Stella Adler Conservatory of Acting machte.
Ende der 1990er Jahre debütierte er in Nebenrollen in den Filmen Shepherd – Der Weg zurück und Orbiter 3 als Schauspieler sowie als Stuntman in Cybermaster. In den nächsten Jahren stellte er vor allem Episodenrollen in verschiedenen Fernsehserien wie Flashpoint – Das Spezialkommando, Covert Affairs, Warehouse 13, Lost Girl, Rookie Blue, Heartland – Paradies für Pferde, Arrow, The Listener – Hellhörig, iZombie und The 100 dar. Er verkörperte die Rolle des Evgeni Yakovlena 2011 in Goon – Kein Film für Pussies sowie 2017 in der Fortsetzung Goon: Last of the Enforcers. Nebenrollen verkörperte er unter anderen 2014 in Wolves oder Molly’s Game – Alles auf eine Karte. 2019 spielte er mit dem Spezialagenten George eine der Hauptrollen in Mutant Outcasts. Größere Serienrollen übernahm er unter anderen in Designated Survivor als Catalan, in Tin Star als Boner, in The Expanse als Leveau und in Mayor of Kingstown als Joseph the Russian.

## Filmografie (Auswahl)

### Schauspiel
- 1998: Shepherd – Der Weg zurück (Shepherd)
- 1999: Orbiter 3 (Space Fury)
- 2000: Tigerkralle III ( Tiger Claws III)
- 2004: Mutant X (Fernsehserie, Episode 3x11)
- 2004–2005: Missing – Verzweifelt gesucht (Missing, Fernsehserie, 2 Episoden, verschiedene Rollen)
- 2008: The Local
- 2008: The Border (Fernsehserie, Episode 2x05)
- 2008: Draw (Kurzfilm)
- 2008: Annulment (Kurzfilm)
- 2009: Taking a Chance on Love (Fernsehfilm)
- 2009: Puck Hogs
- 2009: Flashpoint – Das Spezialkommando (Flashpoint, Fernsehserie, Episode 2x15)
- 2009: Mayday – Alarm im Cockpit (Air Crash Investigation, Fernsehdokuserie, Episode 7x08)
- 2010: Living in Your Car (Fernsehserie, 2 Episoden)
- 2010: Covert Affairs (Fernsehserie, Episode 1x01)
- 2010: Warehouse 13 (Fernsehserie, Episode 2x09)
- 2010: Auch Liebe wird erwachsen (Sundays at Tiffany’s, Fernsehfilm)
- 2010–2013: Lost Girl (Fernsehserie, 3 Episoden, verschiedene Rollen)
- 2011: Goon – Kein Film für Pussies (Goon)
- 2012: Antiviral
- 2012: The Firm (Fernsehserie, Episode 1x20)
- 2012: Rookie Blue (Fernsehserie, Episode 3x12)
- 2012: Heartland – Paradies für Pferde (Heartland, Fernsehserie, Episode 6x01)
- 2013: Borealis (Fernsehfilm)
- 2013: Arrow (Fernsehserie, Episode 1x16)
- 2013: Motive (Fernsehserie, Episode 1x11)
- 2013: The Listener – Hellhörig (The Listener, Fernsehserie, Episode 4x10)
- 2013: The F-Word – Von wegen nur gute Freunde! (The F Word)
- 2014: Wolves
- 2014: Honor Code (Kurzfilm)
- 2015: Saving Hope (Fernsehserie, Episode 3x18)
- 2015: Man Seeking Woman (Fernsehserie, Episode 1x08)
- 2015: Killjoys (Fernsehserie, Episode 1x03)
- 2016: iZombie (Fernsehserie, Episode 2x16)
- 2016: The 100 (Fernsehserie, Episode 3x14)
- 2016: Run to Me (Fernsehfilm)
- 2016–2017: Designated Survivor (Fernsehserie, 10 Episoden)
- 2017: Goon: Last of the Enforcers
- 2017: Tin Star (Fernsehserie, 5 Episoden)
- 2017: Molly’s Game – Alles auf eine Karte (Molly’s Game)
- 2018: State Like Sleep
- 2019: MacGyver (Fernsehserie, Episode 3x21)
- 2019: Mutant Outcasts (Enhanced)
- 2020: Road Kill Renegade (Kurzfilm)
- 2020: The Comey Rule: Größer als das Amt (The Comey Rule, Mini-Serie, 2 Episoden)
- 2020–2021: The Expanse (Fernsehserie, 10 Episoden)
- 2021: See for Me
- 2021: Stanleyville
- 2021: Mayor of Kingstown (Fernsehserie, 5 Episoden)
- 2024: The Order

### Stunts
- 1999: Cybermaster
- 2001: BattleQueen 2020
- 2003: Starhunter (Fernsehserie, Episode 2x01)
- 2003: Foolproof – Ausgetrickst (Foolproof)
- 2008: The Local
- 2010: XIII – Die Verschwörung (XIII, Mini-Serie, 2 Episoden)
- 2010: Kick-Ass
- 2010: Repo Men
- 2010–2013: Lost Girl (Fernsehserie, 4 Episoden)
- 2014: RoboCop
- 2017: xXx: Die Rückkehr des Xander Cage (xXx: Return of Xander Cage)
- 2019: Slasherman – Random Acts of Violence (Random Acts of Violence)
- 2020: Stardust
- 2021: Pretty Hard Cases (Fernsehserie, Episode 2x09)
- 2021: See for Me
- 2021: A Date with Danger (Fernsehfilm)
- 2021: Mayor of Kingstown (Fernsehserie, 5 Episoden)

## Synchronisationen
- 2016: Far Cry Primal (Videospiel)
- 2021: Far Cry 6 (Videospiel)